# Wolfgang Kirsch (Politiker, 1913)
Wolfgang Kirsch (* 12. September 1913 in Berlin; † 19. Juli 1996 ebenda) war ein deutscher Jurist und Politiker (FDP).
Kirsch, Sohn eines Rechtsanwalts, studierte an den Universitäten Berlin und München. Von 1939 bis 1945 leistete er Wehrdienst. Von 1946 bis 1948 war er Richter und Staatsanwalt, danach Rechtsanwalt und Notar in Berlin. Im Jahr 1963 wurde Kirsch von Berlins Regierendem Bürgermeister Willy Brandt zum Justizsenator berufen, nachdem die SPD beschlossen hatte, eine Koalition mit der FDP einzugehen.

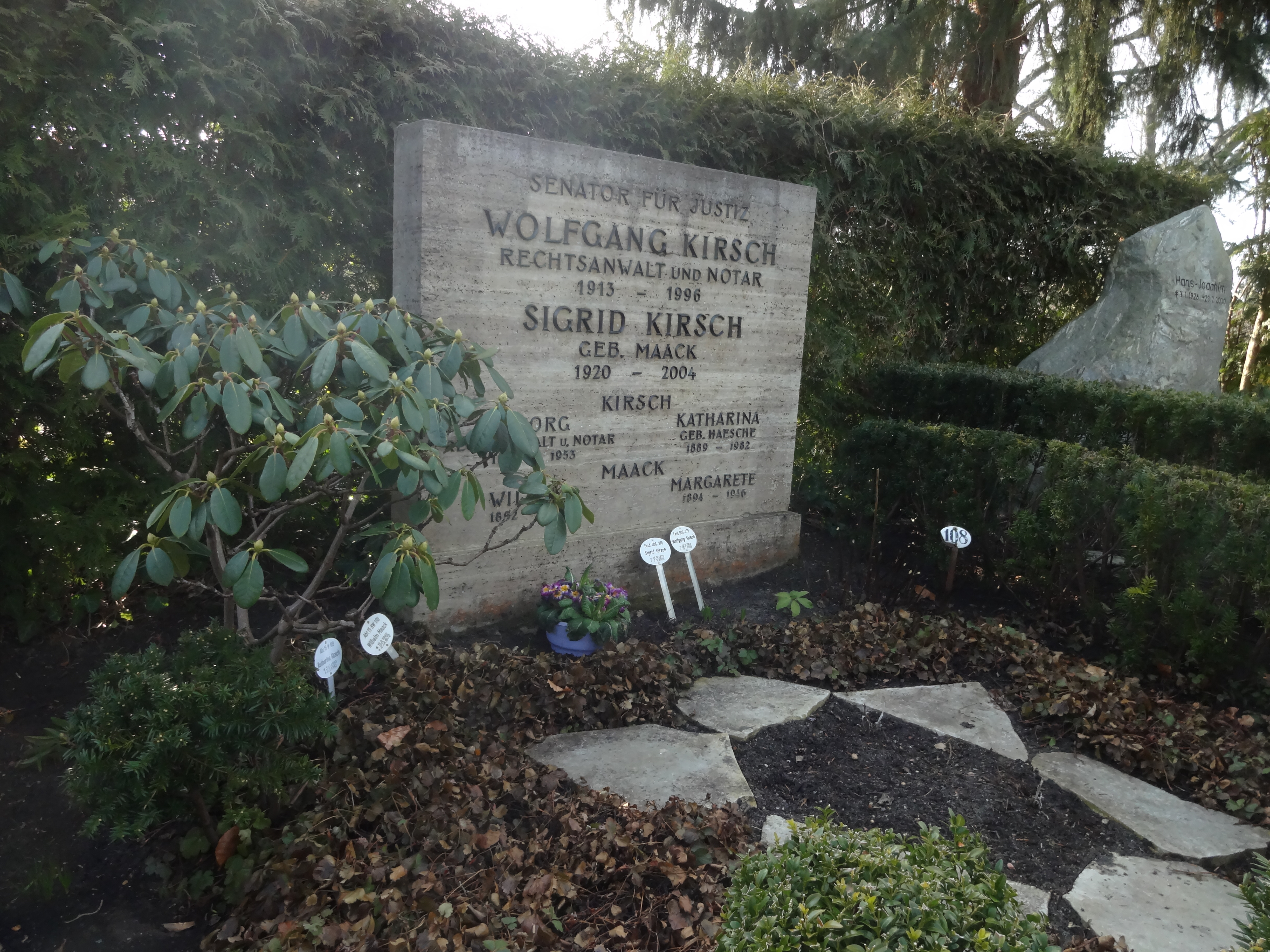
Grabstätte

In diesem Ressort wurde Kirsch im Dezember 1966 von Brandts Nachfolger Heinrich Albertz zunächst behalten, jedoch schon im März 1967 nach den Neuwahlen zum Abgeordnetenhaus entlassen und durch seinen Parteifreund Hans-Günter Hoppe ersetzt. Er war zudem als Präsident des Ehrengerichtshofs für Rechtsanwälte in Berlin tätig gewesen.
In Zehlendorf, wo er 1967 Bezirksvorsitzender der FDP wurde, wirkte er eine Zeitlang als Bezirksverordneter. Er ist auf dem Friedhof Zehlendorf bestattet.